# إيسترن أيرلاينز
الخطوط الجوية الشرقية أو إيسترن أيرلاينز كانت من أضخم شركات الطيران في الولايات المتحدة من 1926 إلى 1991 ، و كان يقع مقرها في مطار ميامي الدولي في مقاطعة ميامي داد, ولاية فلوريدا

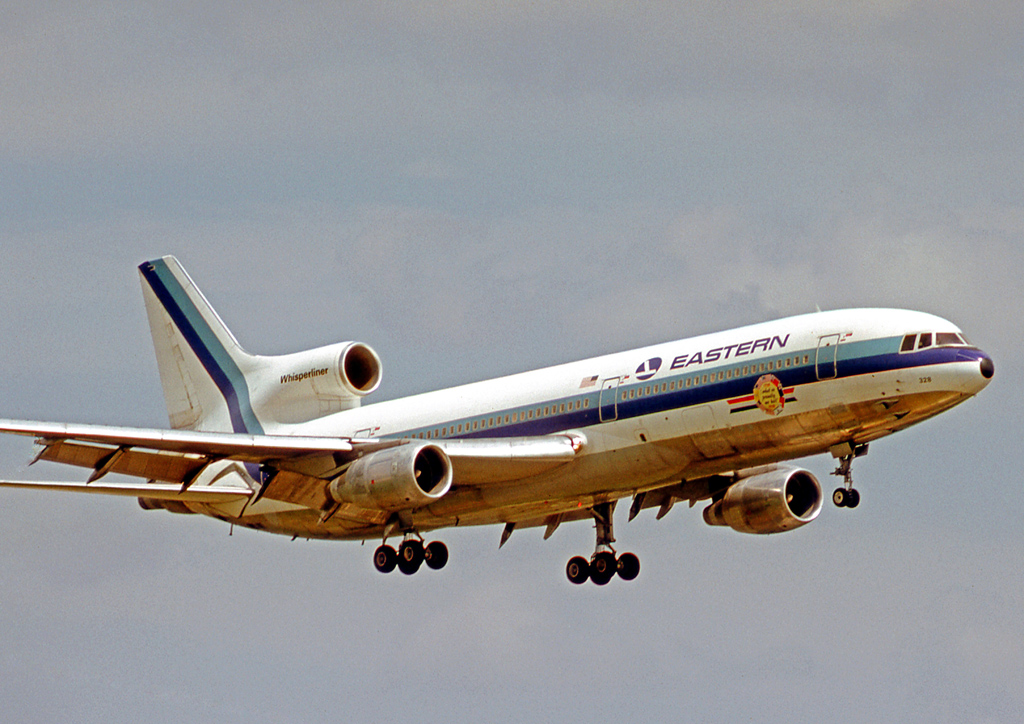
لوكهيد إل-1011 تراى ستار تحط في مطار ميامي الدولي في 1976.